# 血管拡張因子刺激リン酸化タンパク質
血管拡張因子刺激リン酸化タンパク質（Vasodilator-stimulated phosphoprotein）とは、ヒトのVASP遺伝子にコードされているタンパク質である。

## 機能
血管拡張因子刺激リン酸化タンパク質(VASP)はEna-VASPタンパク質ファミリーのメンバーの一つである。Ena-VASPファミリーのメンバーはN末端にEVH1ドメインを有し、このドメインはE/DFPPPPD/Eモチーフを有するタンパク質に結合し、Ena-VASPタンパク質が焦点接着細胞膜を標的とするように仕向ける。中間領域には、SH3およびWWドメイン含有タンパク質に結合するプロリンリッチ領域を持つ。C末端のEVH2ドメインは四量体化を媒介し、GアクチンおよびFアクチンの両方に結合する。VASPは糸状アクチン形成に関連し、細胞接着や運動性において広範な役割を果たすと思われている。また、インテグリンと細胞外マトリックスとの相互作用を調節する細胞内シグナル伝達経路に関与している可能性がある。VASPは、環状ヌクレオチド依存性キナーゼのPKAおよびPKGによって調節される。

## 相互作用
血管拡張因子刺激リン酸化タンパク質はZyxin、プロフィリン1、 PFN2と相互作用することが確認されている。